# 贾旭芝
贾旭芝（1957年—），辽宁黑山县人，汉族，中华人民共和国政治人物、第十二届全国人民代表大会陕西地区代表。
毕业于西北大学工商管理专业。西安宏府企业集团副董事长、陕西宏府怡悦制药有限公司董事长。2013年，担任全国人大代表。